# Mouloudia Club d'Alger (handball)
 (septembre 2017).
Pour le club omnisport, voir Mouloudia Club d'Alger.
Maillots
Actualités
La section handball du Mouloudia Club d'Alger est un club de handball algérien basé à Alger en Algérie et fondé en 1964.
Il est l'une des nombreuses sections du Mouloudia Club d'Alger. En 2008, treize sections du MCA dont le handball ont été rachetées par un autre club omnisports, le Groupement sportif des pétroliers (GSP), financé par Sonatrach. Le 5 août 2020, la fusion entre le GSP et le MC Alger a été approuvée à l’unanimité lors d'une assemblée générale extraordinaire et les treize sections retrouvent ainsi le giron du Mouloudia Club d'Alger.
Tant chez les messieurs que chez les dames, le club domine le handball en Algérie depuis la fin des années 19890 et est également le plus titré des clubs africains de handball. Ce prestigieux club est également le plus grand pourvoyeur en joueurs de l'équipe nationale d'Algérie.

## Palmarès

### Section masculine
| National (60) | International ( 31 ) |
| --- | --- |
| - Championnat d'Algérie (28) (record) - Champion : 1982, 1984, 1987, 1988, 1989, 1991, 1992, 1994, 1995, 1997, 1998, 1999, 2000, 2001, 2002, 2003, 2005, 2006, 2007, 2008, 2009, 2010, 2011, 2013, 2014, 2016, 2017, 2018 - Coupe d'Algérie (30) (record) - Vainqueur : 1982, 1983, 1987, 1989, 1990, 1991, 1993, 1994, 1995, 1997, 1998, 1999, 2000, 2001, 2002, 2003, 2004, 2005, 2006, 2007, 2008, 2009, 2010, 2011, 2012, 2013, 2014, 2017, 2019, 2022 - Finaliste : 1980, 1996 - Supercoupe d'Algérie (2) (record) - Vainqueur : 2016, 2018 - Finaliste : 2017, 2019, 2022 | - Ligue des champions d'Afrique (11) - Vainqueur : 1983, 1997, 1998, 1999, 2000, 2003, 2004, 2005, 2006, 2008, 2009 - Finaliste : 1985, 2010 - Coupe d'Afrique des vainqueurs de coupe (9) (record) - Vainqueur : 1988, 1991, 1992, 1993, 1994, 1995, 1997, 1998, 1999 - Finaliste : 1989, 1990, 1996 - Supercoupe d'Afrique (9) (record) - Vainqueur : 1994, 1995, 1996, 1997, 1998, 1999, 2004, 2005, 2006 - Finaliste : 2010 - Championnat arabe des clubs champions (2) - Vainqueur : 1989, 1991 - Finaliste : 1993, 2019 - 3e place : 1996, 2001 - Coupe du monde des clubs - 3e place : 2007 - 7e place : 1997 |

### Section féminine
| National (50) | International (5) |
| --- | --- |
| - Championnat d'Algérie (26) - Champion : 1986, 1988, 1992, 1994, 1995, 1996, 1998, 1999, 2000, 2001, 2002, 2003, 2004, 2005, 2006, 2007, 2008, 2009, 2010, 2011, 2012, 2013, 2014, 2016, 2017 et 2019 - Coupe d'Algérie (20) - Vainqueur : 1988, 1994, 1995, 1998, 1999, 2000, 2001, 2002, 2003, 2004, 2005, 2006, 2008, 2009, 2010, 2011, 2012, 2017, 2018 et 2019 - Supercoupe d'Algérie (4) - Vainqueur : 2016, 2017, 2018 et 2019. | - Championnat d'Afrique des clubs champions - Finaliste : 1996 - Coupe d'Afrique des vainqueurs de coupe (2) - Vainqueur : 1999, 2003 - Finaliste : 2001, 2009 - Troisième : 1995, 2008, 2010 - Supercoupe d'Afrique - Finaliste : 2010. - Championnat arabe des clubs champions (3) - Vainqueur : 1997, 1998 et 2019. |

## Personnalités liées au club

### Joueurs emblématiques
- Omar Azeb
- Djaffar Belhocine
- Abdellah Benmenni
- Messaoud Berkous
- El Hadi Biloum
- Brahim Boudrali
- Hichem Boudrali
- Omar Chehbour
- Riad Chehbour
- Toufik Hakem
- Abdérazak Hamad
- Tahar Labane
- Hamid Labraoui
- Kamel Ouchia (GB, 1976-199x)
- Abdelmalek Slahdji
- Anis Zamoum
- Hamza Zouaoui

### Entraîneurs
- Mohamed Aziz Derouaz : de 1979 à 1991
- Kamel Akkeb : de 1991 à 1997
- Omar Azeb  : de 1997 à 1999
- Réda Zeguili : de 1999 à 2002
- Karim Djemaâ : de 2002 à 2003
- Réda Zeguili (2) : de 2003 à 2013
- inconnu : de 2013 à 2015
- Réda Zeguili (3) : de 2015 à 2021
- Lakhdar Arrouche : de 2021 à 2023
- Abou Sofiane Draouci : depuis 2023-2024
- Mahmoud Bouanik : 2024 à